# كأس التحدي الأوروبي 2009–10
كأس التحدي الأوروبي 2009–10 (بالإسبانية: European Challenge Cup 2009-10)‏ هو الموسم 14 من  كأس التحدي الأوروبي. أقيم خلال الفترة 8 أكتوبر 2009 وحتى 23 مايو 2010، وفاز فيه Cardiff Rugby ‏.